# Anton Frenzel
Anton Frenzel (* 7. August 1790 in Kostenthal, Kreis Cosel, Provinz Schlesien; † 3. April 1873 in Frauenburg) war ein römisch-katholischer Theologe, Generalvikar und Weihbischof im Bistum Ermland.

## Leben
Anton Frenzel wurde als Sohn eines Schusters geboren. Er besuchte die Dorfschulen seines Geburtsortes und in Peiskretscham. Dank der Fürsprache seines Lehrers, der die Begabung seines Schülers erkannt hatte, durfte er ab 1801 das Lehrerseminar in Oberglogau besuchen. Anschließend arbeitete er, selber noch ein Jugendlicher, als Hilfslehrer. Nach der bestandenen Aufnahmeprüfung für das Akademische Gymnasium studierte er an der Universität Breslau. In Breslau und in Olmütz studierte er Philosophie und Katholische Theologie. Am 7. März 1818 wurde er zum Priester geweiht.
Noch als Student reichte Frenzel eine Antwort auf die Preisfrage ein, die von der Katholisch-theologischen Fakultät der Universität Breslau gestellt worden war: „Ob es ein katholisches Dogma sei, dass das Eheband zu Lebzeiten der Eheleute unter keinen Umständen gelöst werden könne“. Frenzel verneinte dies. Er argumentierte, dass die ausnahmslose Unauflöslichkeit der Ehe eine von der kirchlichen Lehrgewalt gesetzte Norm sei und dass weder die Zeugnisse der Heiligen Schrift und der Kirchenväter noch die Übereinstimmung der kirchlichen Tradition („sensus traditionalis“) hinreichen, um eine solche Lehre als Dogma verstehen zu müssen. Frenzels Preisschrift wurde von der Fakultät mit dem ersten Preis ausgezeichnet. 1818 wurde sie mit einem Vorwort von Thaddäus Anton Dereser in Breslau gedruckt. Frenzels These und seine Schrift fanden Beachtung und gingen – sei es mit Widerspruch, sei es mit Zustimmung – in die zeitgenössische kirchenrechtliche Diskussion ein.
Von 1818 bis 1820 war Frenzel Kaplan in Zülz, danach ein Jahr Direktor ad interim am Lehrerseminar in Oberglogau (dessen Schüler er einst gewesen war). 1821 wurde er an die „Akademie“ genannte Philosophisch-theologische Fakultät in Braunsberg (Ermland) berufen. Er war zunächst Professor für Pastoraltheologie und für Kirchenrecht, ab 1822 für Biblische Exegese. 1826 wurde er an der Universität Breslau zum Dr. theol. promoviert. 1831 wurde er Domherr am Frauenburger Dom, 1835 Generalvikar des Bistums Ermland. In diesem Amt förderte er die Kongregation der Katharinenschwestern. Während zweier Sedisvakanzen des ermländischen Bischofsstuhles war er vom Oktober 1836 bis zum März 1838 und noch einmal General-Administrator des Bistums Ermland. Joseph von Eichendorff schätzte Frenzel und setzte sich dafür ein, ihn nach Schlesien zurückzuholen und zum Dompropst in Breslau zu berufen. Frenzel blieb jedoch im Ermland.
Am 27. September 1852 wurde Anton Frenzel zum Weihbischof im Bistum Ermland und Titularbischof von Areopolis ernannt. Die Bischofsweihe spendete ihm am 7. März 1853 in Pelplin Bischof Anastasius Sedlag von Kulm. Zuvor, während des Informativprozesses vor seiner Bischofsweihe, war er von den Thesen abgerückt, die er 1817 vertreten hatte. In seiner zweiten, 1863 erschienenen Schrift zur Frage, ob die Unauflöslichkeit der Ehe ein Dogma sei, bejahte er sie.
Anton Frenzel starb am 3. April 1873 in Frauenburg.

## Schriften
- Num dogma catholicum est, matrimonii vinculum inter vivos coniuges nullo in casu solvi posse? Willibald August Hölaufer, Breslau 1818. (Digitalisat)
- De indissolubilitate matrimonii commentarius. Schöningh, Paderborn 1863.